# Jonathan Mestel

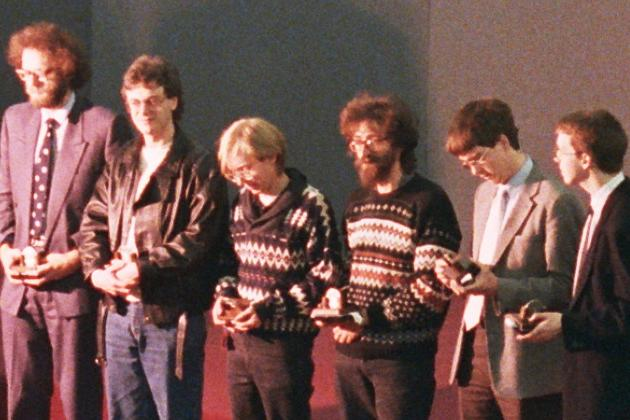
Jonathan Speelman, John Nunn, Murray Chandler, Jonathan Mestel, William Watson und Nigel Short gewannen 1988 die Silbermedaille bei der Schacholympiade in Thessaloniki.

Andrew Jonathan Mestel (* 13. März 1957 in Cambridge) ist ein englischer Schachspieler. 

## Leben
Mestel gewann 1974 die Weltmeisterschaft der unter 16-Jährigen und dreimal die Britische Meisterschaft (1976, 1983 und 1988). Beim Traditionsturnier von Hastings belegte er 1983/84 den dritten Platz. 
Er wurde 1977 Internationaler Meister und 1982 Großmeister des Weltschachverbandes FIDE. Er besitzt zudem den Großmeistertitel im Lösen von Schachproblemen, im Jahre 1997 wurde er in Pula Weltmeister, 2002 wurde er Dritter und 2005 Zweiter der Weltmeisterschaften in dieser Disziplin. 
Jonathan Mestel arbeitet als promovierter Mathematiker am Imperial College in London, er ist der Sohn des Astronomen Leon Mestel.
Seit Juli 2012 hat Mestel keine gewertete Partie mehr gespielt, seine Elo-Zahl beträgt seitdem 2471. Seine höchste Elo-Zahl war 2545 im Juli 1984, er lag damals gemeinsam mit Efim Geller und Larry Christiansen auf dem 35. Platz der FIDE-Weltrangliste.
| Hier fehlt eine Grafik, die leoder im Moment aus technischen Gründen nicht angezeigt werden kann. Wir arbeiten daran! |

## Mannschaftsschach

### Nationalmannschaft
Mestel spielte zwischen 1976 und 1988 sechsmal erfolgreich für England bei Schacholympiaden. Er erreichte mit der Mannschaft 1984 und 1988 den zweiten Platz, 1984 gewann er außerdem die Einzelwertung am ersten Reservebrett. Mestel nahm außerdem an den Mannschaftseuropameisterschaften 1977, 1980 und 1983 (wo er am vierten Brett das beste Ergebnis erreichte) sowie an der Mannschaftsweltmeisterschaft 1985 teil.

### Vereinsschach
In der britischen Four Nations Chess League (4NCL) spielte Mestel von 1994 bis 1999 für die Mannschaft des British Chess Magazine, von 1999 bis 2012 für The ADs (2000 bis 2002 unter dem Namen Beeson Gregory), die durch den Zusammenschluss des British Chess Magazine mit Index-IT entstanden. 2001 und 2002 gewann Mestel die 4NCL.